# تل قوچ
تل قوچ یک روستا در ایران است که در بخش مرکزی شهرستان سربیشه واقع شده‌است. تل قوچ ۴۱ نفر جمعیت دارد.